# São José do Buriti
São José do Buriti é um distrito pertencente ao município de Felixlândia, no estado brasileiro de Minas Gerais. Banhado pela represa do lago de Três Marias e pelo rio São Francisco, o padroeiro do distrito é São José e a principal atividade econômica na região é a pesca, psicultura, turismo e a extração de carvão vegetal.
Pela rodovia BR 040, está há 230 km de Belo Horizonte, sentido Brasília, no km 352. Sendo necessário percorrer mais 23 km de estrada de chão.
Fotos, vídeos, eventos, serviços locais são divulgados através 
www.instagram.com.br/saojosedoburiti_oficial
www.facebook.com.br/SJdoBuritiOficial
Predefinição:@saojosedoburiti oficial